# مبرهنة الدوران لأويلر

قُطب أويلر.

في الهندسة الرياضية، مبرهنة الدوران لأويلر تعني أن تركيب دورانين هو أيضا دوران.